# Xã Spring, Quận Spink, Nam Dakota
Xã Spring (tiếng Anh: Spring Township) là một xã thuộc quận Spink, tiểu bang Nam Dakota, Hoa Kỳ. Năm 2010, dân số của xã này là 32 người.